# Club TV
Club TV – telewizyjny kanał tematyczny adresowany głównie do kobiet. Należał do brytyjskiej spółki Chello Zone. Dostępny był w 20 krajach Europy, łącznie nadawał w 9 wersjach językowych, w tym po polsku. Prezentował głównie produkcje kanadyjskie, australijskie i brytyjskie, ale w jego repertuarze można było też znaleźć takie amerykańskie hity jak program Potyczki Jerry’ego Springera.

## Logo
| Lata                              | Opis                                                                                    | Logo |
| --------------------------------- | --------------------------------------------------------------------------------------- | ---- |
| 1 kwietnia 2001 – 31 grudnia 2002 | 4 kwadraty, a na każdym z nich napis „Club”.                                            |      |
| 1 stycznia 2003 – 26 czerwca 2006 | Logo przypomina ekran, na ekranie pojawił się napis „Club”.                             |      |
| 27 czerwca 2006 – 26 grudnia 2010 | Logo Zone Club: napis „zone” w kolorze czarnym, a napis „club” w kolorze zielonym       |      |
| 27 grudnia 2010 – 2 grudnia 2012  | Logo rysowane brązowym flamastrem, napis „Club”, nad nim kreska, a w kole - napis „TV”. |      |

## Emisja w Polsce
Kanał rozpoczął swoje nadawanie 1 kwietnia 2001 pod nazwą Club na ówczesnej platformie Wizja TV. Początkowo nadawał w oryginalnej wersji językowej. Pierwsze programy tłumaczone na język polski pojawiły się w czerwcu 2001. Od swojego startu dwukrotnie zmieniał nazwę: 14 czerwca 2006 na Zone Club oraz 27 grudnia 2010 roku na Club TV.
3 grudnia 2012 roku został zastąpiony kanałem serialowo-rozrywkowym CBS Drama, który przestał być nadawany z końcem 2016 roku.